# Ledinski graben
Ledinski graben je potok, ki se v zahodno od naselja Brestanica kot desni pritok izliva v reko Savo. 